# Baritotalen
De Baritotalen vormen een taalfamilie van 27 talen binnen de Malayo-Polynesische taalfamilie. 

## Classificatie
- Austronesische talen (1268)
  - Malayo-Polynesische talen (1248)
    - Baritotalen (27)

## Indeling
- Mahakamtalen (2 talen)
  - Ampanang
  - Tunjung
- Oost-talen (18 talen)
  - Centraal-Zuid-talen (5 talen)
  - Malagasitalen (11 talen)
  - Noord-talen (2 talen)
- West-talen (7 talen)
  - Noord-talen (3 talen)
  - Zuid-talen (4 talen)